# 2006 na ciência

## Eventos
- 19 de janeiro - Lançamento da sonda espacial não tripulada New Horizons.

## Mortes
| Data          | Nome            | Profissão   | Nacionalidade  | Observações | Ref |
| ------------- | --------------- | ----------- | -------------- | ----------- | --- |
| 30 de outubro | Clifford Geertz | antropólogo | Estados Unidos | n. 1926     |     |

## Prémios

### Medalha Rutherford
- Edward Baker[1]